# Astragalus tidestromii
Astragalus tidestromii là một loài thực vật có hoa trong họ Đậu. Loài này được (Rydb.) Clokey miêu tả khoa học đầu tiên.